# Copa del Mundo de Rugby 7 de 2018
La Copa del Mundo de Rugby 7 de 2018 fue la séptima edición de la Copa Mundial de Rugby 7 para los hombres y la tercera para las mujeres. Fue organizado por la World Rugby y se disputó del 20 al 22 de julio de 2018 en el estadio AT&T Park en la ciudad de San Francisco, Estados Unidos. Participaron veinticuatro selecciones en la modalidad masculina y dieciséis en la femenina.

## Elección de la sede
La fecha para la inscripción de candidaturas a recibir el mundial se abrió el 28 de febrero de 2014. En total fueron catorce los países que presentaron sus proyectos. Ellos fueron: Escocia, Emiratos Árabes Unidos, España, Estados Unidos, Fiyi, Francia, Gales, Holanda, Hong Kong, Inglaterra, Nueva Zelanda, Portugal, Sudáfrica y Singapur.[cita requerida] Finalmente el 13 de mayo de 2015 se oficializó a Estados Unidos como el organizador del evento.

## Clasificación

### Hombres
El sistema de clasificación en los hombres fue el siguiente:
- El país anfitrión más los ocho cuarto finalistas del mundial de Moscú 2013 clasificaron automáticamente.
- Los cuatro equipos mejor posicionados en la Serie Mundial de Rugby 7 2016-17, excluyendo a los ya clasificados, ingresaron automáticamente.
- Los otros once lugares se decidieron mediante competencias a nivel regional (1 plaza para América del norte y 2 para el resto de las regiones).

Teniendo en cuenta esos parámetros los países clasificados fueron Estados Unidos, por ser el anfitrión, más Nueva Zelanda, Inglaterra, Fiyi, Kenia, Sudáfrica, Gales, Australia y Francia por su actuación en el mundial anterior. Escocia, Canadá, Argentina y Samoa accedieron a través de la serie mundial 2016-17. Rusia e Irlanda lograron su clasificación en la región europea.
| Clasificación            | África          | América del Norte          | América del Sur | Europa                   | Asia            | Oceanía                                       |
| ------------------------ | --------------- | -------------------------- | --------------- | ------------------------ | --------------- | --------------------------------------------- |
| Clasificación automática | Kenia Sudáfrica | Estados Unidos (Anfitrión) | —               | Inglaterra Francia Gales | —               | Australia Fiyi Nueva Zelanda (Actual campeón) |
| Serie mundial            | —               | Canadá                     | Argentina       | Escocia                  | —               | Samoa                                         |
| Competencia regional     | Uganda Zimbabue | Jamaica                    | Uruguay Chile   | Irlanda Rusia            | Hong Kong Japón | Papúa Nueva Guinea Tonga                      |

Posiciones tras finalizar el proceso de clasificación.
| Posición | Equipo         | Posición | Equipo             |
| -------- | -------------- | -------- | ------------------ |
| 1        | Sudáfrica      | 13       | Samoa              |
| 2        | Fiyi           | 14       | Rusia              |
| 3        | Nueva Zelanda  | 15       | Japón              |
| 4        | Inglaterra     | 16       | Irlanda            |
| 5        | Estados Unidos | 17       | Chile              |
| 6        | Australia      | 18       | Uruguay            |
| 7        | Argentina      | 19       | Hong Kong          |
| 8        | Escocia        | 20       | Uganda             |
| 9        | Kenia          | 21       | Zimbabue           |
| 10       | Canadá         | 22       | Jamaica            |
| 11       | Francia        | 23       | Papúa Nueva Guinea |
| 12       | Gales          | 24       | Tonga              |

### Mujeres
El sistema de clasificación en las mujeres fue el siguiente:
- Las cuatro semifinalistas en Moscú 2013 clasificaron automáticamente.
- Los cuatro países mejor ubicados en la Serie Mundial Femenina de Rugby 7 2016-17, excluyendo a los ya clasificados, ingresaron automáticamente.
- Los siguientes ocho equipos surgieron de competencias regionales (2 plazas para Europa y Asia, y 1 plaza para las regiones restantes).

Bajo esos conceptos lograron su clasificación Nueva Zelanda, Canadá, España y Estados Unidos. Además los cuatro países mejor clasificados de la serie mundial 2016-17 fueron Australia, Fiyi, Rusia y Francia.
| Clasificación            | África    | América del Norte     | América del Sur | Europa             | Asia        | Oceanía                        |
| ------------------------ | --------- | --------------------- | --------------- | ------------------ | ----------- | ------------------------------ |
| Clasificación automática | —         | Canadá Estados Unidos | —               | España             | —           | Nueva Zelanda (Actual campeón) |
| Serie mundial            | —         | —                     | —               | Rusia Francia      | —           | Australia Fiyi                 |
| Competencia regional     | Sudáfrica | México                | Brasil          | Inglaterra Irlanda | China Japón | Papúa Nueva Guinea             |

Posiciones tras finalizar el proceso de clasificación.
| Posición | Equipo         | Posición | Equipo             |
| -------- | -------------- | -------- | ------------------ |
| 1        | Nueva Zelanda  | 9        | Irlanda            |
| 2        | Australia      | 10       | España             |
| 3        | Canadá         | 11       | Japón              |
| 4        | Rusia          | 12       | China              |
| 5        | Estados Unidos | 13       | Sudáfrica          |
| 6        | Francia        | 14       | Brasil             |
| 7        | Fiyi           | 15       | Papúa Nueva Guinea |
| 8        | Inglaterra     | 16       | México             |

## Masculino
Los países que quedaron colocados en los primeros ocho lugares de la tabla general de sumatoria de puntos, realizada con base en la Sevens Series 2016-17 más las siete primeras etapas de la temporada 2017-18  (Nueva Zelanda, Inglaterra, Fiyi, Kenia, Sudáfrica, Argentina, Australia y Estados Unidos) pasaron directamente a la ronda de octavos. Su ubicación se definió basándose en las posiciones de la Serie Mundial de Rugby 7 2017-18. Los 16 equipos restantes debieron jugar una ronda previa.

### Ronda 1
| Partido 1 - 20 de julio, 13:01 | (9) Kenia                                                         | 19 - 7  | Tonga (24)                            | AT&T Park, San Francisco   |                            |
|                                | Tries: Oyoo 9', 10' Injera 13' Conversiones: Oliech 10' Agero 13' | Reporte | Tries: 6' Tokai Conversiones: 7' Muna | Árbitro(s): Matthew Rodden | Árbitro(s): Matthew Rodden |

| Partido 2 - 20 de julio, 13:23 | (10) Canadá                                                                       | 29 - 21 | Papúa Nueva Guinea (23)                                               | AT&T Park, San Francisco    |                             |
|                                | Tries: Jones 1' Douglas 4', 8' Mullins 8' Braid 16' Conversiones: Hirayama 1', 5' | Reporte | Tries: 5' Tirang 11' Kalua 13' Peter Conversiones: 6', 12', 13' Guise | Árbitro(s): Sam Grove-White | Árbitro(s): Sam Grove-White |

| Partido 3 - 20 de julio, 13:45 | (11) Francia | 50 - 0  | Jamaica (22) | AT&T Park, San Francisco |                          |
|                                | Tries: Veredamu 1' Valleau 3', 4' Barraque 7', 10' Bouhraoua 9' Boudehent 11' Parez 14' Conversiones: Barraque 4', 5', 7' Riva 12' Parez 15' | Reporte |              | Árbitro(s): Mike O'Brien | Árbitro(s): Mike O'Brien |

| Partido 4 - 20 de julio, 14:07 | (12) Gales                                                                                      | 33 - 12 | Zimbabue (21)                                           | AT&T Park, San Francisco     |                              |
|                                | Tries: Rosser 6' Morgan 8', 8' Roach 10' Allen 14' Conversiones: Davies 7', 8' Treharne 9', 10' | Reporte | Tries: 2' Chitokwindo 4' Makombe Conversiones: 2' Rouse | Árbitro(s): Richard Haughton | Árbitro(s): Richard Haughton |

| Partido 5 - 20 de julio, 14:29 | (13) Samoa | 45 - 7  | Uganda (20)                                   | AT&T Park, San Francisco |                         |
|                                | Tries: Perez 1' Fomai 4' Tuatagaloa 6' Motuga 9', 14' Leilual 11' Solia 13' Conversiones: Tupou 2', 4', 9', 11' Paulo 14' | Reporte | Tries: 10' Okorach Conversiones: 10' Wokorach | Árbitro(s): Craig Evans  | Árbitro(s): Craig Evans |

| Partido 6 - 20 de julio, 14:51 | (14) Rusia                                                          | 21 - 7  | Hong Kong (19)                            | AT&T Park, San Francisco     |                              |
|                                | Tries: Ianiushkin 3', 6' Davydov 7' Conversiones: Gaisin 4', 7', 8' | Reporte | Tries: 15' Herbert Conversiones: 15' Hood | Árbitro(s): Damian Schneider | Árbitro(s): Damian Schneider |

| Partido 7 - 20 de julio, 15:13 | (15) Japón                                                                               | 33 - 7  | Uruguay (18)                                  | AT&T Park, San Francisco  |                           |
|                                | Tries: Lilidamu 1', 5' Tupou 4' Sakai 7' Soejima 13' Conversiones: Sakai 4', 5', 7', 13' | Reporte | Tries: 9' Mieres Conversiones: 9' Lijtenstein | Árbitro(s): Jeremy Rozier | Árbitro(s): Jeremy Rozier |

| Partido 8 - 20 de julio, 15:35 | (16) Irlanda                                                   | 17 - 12 | Chile (17)                                                | AT&T Park, San Francisco  |                           |
|                                | Tries: Keenan 3' Dardis 6' O'Brien 16' Conversiones: Dardis 3' | Reporte | Tries: 1' Verschae 11' Metuaze Conversiones: 1' Torrealba | Árbitro(s): Richard Kelly | Árbitro(s): Richard Kelly |

### Clasificación del 21.º al 24.º
|  | Semifinales         | Semifinales         |                    |       | Partido por el 21..eɽ puesto | Partido por el 21..eɽ puesto |  |
|  | 22 de julio de 2018 | 22 de julio de 2018 |                    |       | 22 de julio de 2018          | 22 de julio de 2018          |  |
|  |                     |                     |                    |       |                              |                              |  |
|  |                     |                     |                    |       |                              |                              |  |
|  | Tonga               | 31                  |                    |       |                              |                              |  |
|  | Tonga               | 31                  |                    |       |                              |                              |  |
|  | Zimbabue            | 5                   |                    |       |                              |                              |  |
|  | Zimbabue            | 5                   |                    | Tonga | 14                           |                              |  |
|  |                     |                     |                    | Tonga | 14                           |                              |  |
|  |                     |                     | Papúa Nueva Guinea | 31    |                              |                              |  |
|  | Papúa Nueva Guinea  | 52                  | Papúa Nueva Guinea | 31    |                              |                              |  |
|  | Papúa Nueva Guinea  | 52                  |                    |       |                              |                              |  |
|  | Jamaica             | 7                   |                    |       | Partidos por el 23º puesto   | Partidos por el 23º puesto   |  |
|  | Jamaica             | 7                   |                    |       | Partidos por el 23º puesto   | Partidos por el 23º puesto   |  |
|  |                     |                     |                    |       |                              |                              |  |
|  |                     |                     |                    |       | Zimbabue                     | 33                           |  |
|  |                     |                     |                    |       | Zimbabue                     | 33                           |  |
|  |                     |                     |                    |       | Jamaica                      | 21                           |  |
|  |                     |                     |                    |       | Jamaica                      | 21                           |  |
|  |                     |                     |                    |       |                              |                              |  |

| Semifinales - 22 de julio, 9:00 | Tonga                                                                                    | 31 - 5  | Zimbabue               | AT&T Park, San Francisco   |                            |
|                                 | Tries: Kilione 2' Ram 7' Tokai 8' Muna 14' Vainikolo 16' Conversiones: Muna 7', 15', 17' | Reporte | Tries: 12' Chitokwindo | Árbitro(s): Matthew Rodden | Árbitro(s): Matthew Rodden |

| Semifinales - 22 de julio, 9:22 | Papúa Nueva Guinea | 52 - 7  | Jamaica                                    | AT&T Park, San Francisco |                         |
|                                 | Tries: Kalua 1' Tatut 4' Vali 6' Guise 10', 10' Latuminah 12' Rova 14', 15' Conversiones: Guise 1', 4', 6', 11' Vali 14', 15' | Reporte | Tries: 8' Beckett Conversiones: 9' Adamson | Árbitro(s): Craig Evans  | Árbitro(s): Craig Evans |

| Partidos por el 23º puesto - 22 de julio, 13:24 | Zimbabue                                                                                    | 33 - 21 | Jamaica                                                                  | AT&T Park, San Francisco     |                              |
|                                                 | Tries: Hlanguyo 1', 6' Chibuwe 8' Rouse 9' Hunduza 11' Conversiones: Rouse 6', 8', 10', 12' | Reporte | Tries: 3' Facey 14', 16' Smith Conversiones: 4' Adamson 14', 16' Osborne | Árbitro(s): Damian Schneider | Árbitro(s): Damian Schneider |

| Partido por el 21..eɽ puesto - 22 de julio, 13:46 | Tonga                                                     | 14 - 31 | Papúa Nueva Guinea                                                                          | AT&T Park, San Francisco  |                           |
|                                                   | Tries: Vainikolo 8' Kaloni 12' Conversiones: Muna 9', 13' | Reporte | Tries: 4', 7' Vali 9' Malambes 14' Guise 15' Kalua Conversiones: 4', 7' Guise 16' Latuminah | Árbitro(s): Jeremy Rozier | Árbitro(s): Jeremy Rozier |

### Bowl
Definirá los puestos del 17.º al 20.º
|  | Cuartos de final    | Cuartos de final    |           |         | Semifinales         | Semifinales         |        |                           | Final Bowl                | Final Bowl          |  |
|  | 21 de julio de 2018 | 21 de julio de 2018 |           |         | 22 de julio de 2018 | 22 de julio de 2018 |        |                           | 22 de julio de 2018       | 22 de julio de 2018 |  |
|  |                     |                     |           |         |                     |                     |        |                           |                           |                     |  |
|  |                     |                     |           |         |                     |                     |        |                           |                           |                     |  |
|  | Tonga               | 29                  |           |         |                     |                     |        |                           |                           |                     |  |
|  | Tonga               | 29                  |           |         |                     |                     |        |                           |                           |                     |  |
|  | Chile               | 33                  |           |         |                     |                     |        |                           |                           |                     |  |
|  | Chile               | 33                  |           | Chile   | 20                  |                     |        |                           |                           |                     |  |
|  |                     |                     |           | Chile   | 20                  |                     |        |                           |                           |                     |  |
|  |                     |                     | Uganda    | 17      |                     |                     |        |                           |                           |                     |  |
|  | Zimbabue            | 10                  | Uganda    | 17      |                     |                     |        |                           |                           |                     |  |
|  | Zimbabue            | 10                  |           |         |                     |                     |        |                           |                           |                     |  |
|  | Uganda              | 24                  |           |         |                     |                     |        |                           |                           |                     |  |
|  | Uganda              | 24                  |           |         |                     |                     |        | Chile                     | 20                        |                     |  |
|  |                     |                     |           |         |                     |                     |        | Chile                     | 20                        |                     |  |
|  |                     |                     | Hong Kong | 7       |                     |                     |        |                           |                           |                     |  |
|  | Papúa Nueva Guinea  | 19                  | Hong Kong | 7       |                     |                     |        |                           |                           |                     |  |
|  | Papúa Nueva Guinea  | 19                  |           |         |                     |                     |        |                           |                           |                     |  |
|  | Uruguay             | 21                  |           |         |                     |                     |        |                           |                           |                     |  |
|  | Uruguay             | 21                  |           | Uruguay | 5                   |                     |        | Partido por el 19º puesto | Partido por el 19º puesto |                     |  |
|  |                     |                     |           | Uruguay | 5                   |                     |        | Partido por el 19º puesto | Partido por el 19º puesto |                     |  |
|  |                     |                     | Hong Kong | 31      |                     |                     |        |                           |                           |                     |  |
|  | Jamaica             | 10                  | Hong Kong | 31      |                     |                     | Uganda | 38                        |                           |                     |  |
|  | Jamaica             | 10                  |           |         |                     |                     | Uganda | 38                        |                           |                     |  |
|  | Hong Kong           | 24                  |           |         |                     |                     |        |                           | Uruguay                   | 28                  |  |
|  | Hong Kong           | 24                  |           |         |                     |                     |        |                           | Uruguay                   | 28                  |  |
|  |                     |                     |           |         |                     |                     |        |                           |                           |                     |  |

| Cuartos de final - 21 de julio, 12:26 | Tonga                                                                             | 29 - 33 | Chile                                                                                            | AT&T Park, San Francisco     |                              |
|                                       | Tries: Tei 4' Tokai 7', 11' Kilioni 12' Kaloni 16' Conversiones: Muna 8' Kolo 11' | Reporte | Tries: 3' Brangier 6', 8' Urroz 9' Devidts 14' Torrealba Conversiones: 3', 6', 9', 10' Torrealba | Árbitro(s): Rasta Rashivenge | Árbitro(s): Rasta Rashivenge |

| Cuartos de final - 21 de julio, 12:48 | Papúa Nueva Guinea                                          | 19 - 21 | Uruguay                                                                          | AT&T Park, San Francisco    |                             |
|                                       | Tries: Vali 1' Latuminah 7', 10' Conversiones: Guise 1', 8' | Reporte | Tries: 5' Etcheverry 9' Ardao 15' Plottier Conversiones: 6', 9', 16' Lijtenstein | Árbitro(s): Sam Grove-White | Árbitro(s): Sam Grove-White |

| Cuartos de final - 21 de julio, 13:10 | Jamaica                   | 10 - 24 | Hong Kong                                                                        | AT&T Park, San Francisco |                          |
|                                       | Tries: Eddie 5' Facey 15' | Reporte | Tries: 7' Hood 11' Yiu Kam Shing 8' Nardoni 10' Fenn Conversiones: 8', 9' Rimene | Árbitro(s): Mike O'Brien | Árbitro(s): Mike O'Brien |

| Cuartos de final - 21 de julio, 13:32 | Zimbabue                        | 10 - 24 | Uganda                                                                  | AT&T Park, San Francisco   |                            |
|                                       | Tries: Hlanguyo 12' Makombe 17' | Reporte | Tries: 2' Wokorach 4' Okia 9', 16' Odong Conversiones: 3', 9' Ofoyrwoth | Árbitro(s): Matthew Rodden | Árbitro(s): Matthew Rodden |

| Semifinales - 22 de julio, 9:44 | Chile                                                    | 20 - 17 | Uganda                                                         | AT&T Park, San Francisco     |                              |
|                                 | Tries: Fernández 1' Torrealba 3' Devidts 4' Brangier 12' | Reporte | Tries: 6', 14' Wokorach 10' Kisiga Conversiones: 14' Ofoyrwoth | Árbitro(s): Rasta Rashivenge | Árbitro(s): Rasta Rashivenge |

| Semifinales - 22 de julio, 10:06 | Uruguay          | 5 - 31  | Hong Kong                                                                                     | AT&T Park, San Francisco  |                           |
|                                  | Tries: Mieres 9' | Reporte | Tries: 6' Rimene 7' Fenn 11' Coverdale 14' Denmark 16' Kwok Conversiones: 6', 14', 17' Rimene | Árbitro(s): Richard Kelly | Árbitro(s): Richard Kelly |

| Partido por el 19º puesto - 22 de julio, 14:08 | Uganda                                                                                             | 38 - 28 | Uruguay | AT&T Park, San Francisco   |                            |
|                                                | Tries: Kisiga 1', 6', 10' Wokorach 3' Ofoyrwoth 5' Ogena 8' Conversiones: Wokorach 1', 5', 8', 10' | Reporte | Tries: 10', 13' Alonso 12' Garese 15' Etcheverry Conversiones: 10' Lijtenstein 12' Alonso 13', 15' Etcheverry | Árbitro(s): Matthew Rodden | Árbitro(s): Matthew Rodden |

| Final Bowl - 22 de julio, 14:30 | Chile                                         | 20 - 7  | Hong Kong                                     | AT&T Park, San Francisco |                          |
|                                 | Tries: Verschae 2', 5' Devidts 6' Metuaze 13' | Reporte | Tries: 10' Lee Ka To Conversiones: 11' Rimene | Árbitro(s): Mike O'Brien | Árbitro(s): Mike O'Brien |

### Clasificación del 13.º al 16.º
|  | Semifinales         | Semifinales         |       |       | Partido por el 13º puesto | Partido por el 13º puesto |  |
|  | 22 de julio de 2018 | 22 de julio de 2018 |       |       | 22 de julio de 2018       | 22 de julio de 2018       |  |
|  |                     |                     |       |       |                           |                           |  |
|  |                     |                     |       |       |                           |                           |  |
|  | Kenia               | 17                  |       |       |                           |                           |  |
|  | Kenia               | 17                  |       |       |                           |                           |  |
|  | Samoa               | 19                  |       |       |                           |                           |  |
|  | Samoa               | 19                  |       | Samoa | 22                        |                           |  |
|  |                     |                     |       | Samoa | 22                        |                           |  |
|  |                     |                     | Rusia | 17    |                           |                           |  |
|  | Japón               | 20                  | Rusia | 17    |                           |                           |  |
|  | Japón               | 20                  |       |       |                           |                           |  |
|  | Rusia               | 26                  |       |       | Partido por el 15º puesto | Partido por el 15º puesto |  |
|  | Rusia               | 26                  |       |       | Partido por el 15º puesto | Partido por el 15º puesto |  |
|  |                     |                     |       |       |                           |                           |  |
|  |                     |                     |       |       | Kenia                     | 14                        |  |
|  |                     |                     |       |       | Kenia                     | 14                        |  |
|  |                     |                     |       |       | Japón                     | 26                        |  |
|  |                     |                     |       |       | Japón                     | 26                        |  |
|  |                     |                     |       |       |                           |                           |  |

| Semifinales - 22 de julio, 10:28 | Kenia                                                   | 17 - 19 | Samoa                                                                 | AT&T Park, San Francisco |                          |
|                                  | Tries: Oliech 3', 14' Oluoch 8' Conversiones: Oliech 8' | Reporte | Tries: 6', 16' Perez 8' Afamasaga Conversiones: 9' Alosio 16' Leilual | Árbitro(s): Mike O'Brien | Árbitro(s): Mike O'Brien |

| Semifinales - 22 de julio, 10:50 | Japón                                                                                 | 20 - 26 | Rusia                                                                                    | AT&T Park, San Francisco     |                              |
|                                  | Tries: Lilidamu 13' Naikabula 8' Kamana 10' Conversiones: Sakai 8' Penales: Sakai 12' | Reporte | Tries: 2' Babaev 5' Gostyuzhev 12' Davydov 15' Sozonov Conversiones: 3', 12', 16' Gaisin | Árbitro(s): Damian Schneider | Árbitro(s): Damian Schneider |

| Partido por el 15º puesto - 22 de julio, 15:02 | Kenia                                                         | 14 - 26 | Japón                                                                                        | AT&T Park, San Francisco     |                              |
|                                                | Tries: Oliech 3' Oluoch 13' Conversiones: Oliech 3' Agero 13' | Reporte | Tries: 6' Kano 7' Lilidamu 15' Soejima 18' Naikabula Conversiones: 6' Hashino 15', 18' Sakai | Árbitro(s): Richard Haughton | Árbitro(s): Richard Haughton |

| Partido por el 13º puesto - 22 de julio, 15:24 | Samoa                                                          | 22 - 17 | Rusia                                                         | AT&T Park, San Francisco   |                            |
|                                                | Tries: Tupou 6', 9' Solia 8' Alosio 12' Conversiones: Tupou 6' | Reporte | Tries: 1', 14' Sozonov 3' Ianiushkin Conversiones: 15' Gaisin | Árbitro(s): Matthew Rodden | Árbitro(s): Matthew Rodden |

### Challenge Trophy
Definirá los puestos del 9.º al 12.º
|  | Cuartos de final    | Cuartos de final    |           |         | Semifinales         | Semifinales         |       |                           | Final Challenge Trophy    | Final Challenge Trophy |  |
|  | 21 de julio de 2018 | 21 de julio de 2018 |           |         | 22 de julio de 2018 | 22 de julio de 2018 |       |                           | 22 de julio de 2018       | 22 de julio de 2018    |  |
|  |                     |                     |           |         |                     |                     |       |                           |                           |                        |  |
|  |                     |                     |           |         |                     |                     |       |                           |                           |                        |  |
|  | Kenia               | 14                  |           |         |                     |                     |       |                           |                           |                        |  |
|  | Kenia               | 14                  |           |         |                     |                     |       |                           |                           |                        |  |
|  | Irlanda             | 24                  |           |         |                     |                     |       |                           |                           |                        |  |
|  | Irlanda             | 24                  |           | Irlanda | 27                  |                     |       |                           |                           |                        |  |
|  |                     |                     |           | Irlanda | 27                  |                     |       |                           |                           |                        |  |
|  |                     |                     | Gales     | 12      |                     |                     |       |                           |                           |                        |  |
|  | Gales               | 24                  | Gales     | 12      |                     |                     |       |                           |                           |                        |  |
|  | Gales               | 24                  |           |         |                     |                     |       |                           |                           |                        |  |
|  | Samoa               | 19                  |           |         |                     |                     |       |                           |                           |                        |  |
|  | Samoa               | 19                  |           |         |                     |                     |       | Irlanda                   | 24                        |                        |  |
|  |                     |                     |           |         |                     |                     |       | Irlanda                   | 24                        |                        |  |
|  |                     |                     | Australia | 14      |                     |                     |       |                           |                           |                        |  |
|  | Canadá              | 35                  | Australia | 14      |                     |                     |       |                           |                           |                        |  |
|  | Canadá              | 35                  |           |         |                     |                     |       |                           |                           |                        |  |
|  | Japón               | 17                  |           |         |                     |                     |       |                           |                           |                        |  |
|  | Japón               | 17                  |           | Canadá  | 7                   |                     |       | Partido por el 11º puesto | Partido por el 11º puesto |                        |  |
|  |                     |                     |           | Canadá  | 7                   |                     |       | Partido por el 11º puesto | Partido por el 11º puesto |                        |  |
|  |                     |                     | Australia | 19      |                     |                     |       |                           |                           |                        |  |
|  | Australia           | 41                  | Australia | 19      |                     |                     | Gales | 35                        |                           |                        |  |
|  | Australia           | 41                  |           |         |                     |                     | Gales | 35                        |                           |                        |  |
|  | Rusia               | 0                   |           |         |                     |                     |       |                           | Canadá                    | 12                     |  |
|  | Rusia               | 0                   |           |         |                     |                     |       |                           | Canadá                    | 12                     |  |
|  |                     |                     |           |         |                     |                     |       |                           |                           |                        |  |

| Cuartos de final - 21 de julio, 14:04 | Kenia                                                     | 14 - 24 | Irlanda                                                         | AT&T Park, San Francisco     |                              |
|                                       | Tries: Ambaka Ndayara 9', 10' Conversiones: Agero 9', 10' | Reporte | Tries: 3' Keenan 7', 8', 15' Conroy Conversiones: 3', 8' Dardis | Árbitro(s): Richard Haughton | Árbitro(s): Richard Haughton |

| Cuartos de final - 21 de julio, 14:26 | Canadá                                                                                     | 35 - 17 | Japón                                                             | AT&T Park, San Francisco |                          |
|                                       | Tries: Douglas 2', 8' Mullins 3', 6' Hirayama 8' Conversiones: Hirayama 2', 3', 7', 8', 9' | Reporte | Tries: 10' Soejima 12' Kano 15' Naikabula Conversiones: 10' Ozawa | Árbitro(s): Damon Murphy | Árbitro(s): Damon Murphy |

| Cuartos de final - 21 de julio, 14:48 | Australia | 41 - 0  | Rusia | AT&T Park, San Francisco  |                           |
|                                       | Tries: Hutchison 1', 8' O'Donnell 5' McNamara 9' Porch 10' Killingworth 13' Longbottom 15' Conversiones: Lucas 5', 9' Porch 15' | Reporte |       | Árbitro(s): Jeremy Rozier | Árbitro(s): Jeremy Rozier |

| Cuartos de final - 21 de julio, 15:10 | Gales                                                                                      | 24 - 19 | Samoa                                                          | AT&T Park, San Francisco     |                              |
|                                       | Tries: LD. Williams 8' Morgan 9' Roach 10' TG. Williams 18' Conversiones: Treharne 8', 11' | Reporte | Tries: 2' Perez 8' Alosio 15' Solia Conversiones: 2', 8' Tupou | Árbitro(s): Damian Schneider | Árbitro(s): Damian Schneider |

| Semifinales - 22 de julio, 11:12 | Canadá                                      | 7 - 19  | Australia                                                      | AT&T Park, San Francisco    |                             |
|                                  | Tries: Hammond 4' Conversiones: Hirayama 5' | Reporte | Tries: 7', 14' Porch 10' O'Donnell Conversiones: 7', 11' Porch | Árbitro(s): Sam Grove-White | Árbitro(s): Sam Grove-White |

| Semifinales - 22 de julio, 11:34 | Irlanda                                                                    | 27 - 12 | Gales                                                  | AT&T Park, San Francisco |                          |
|                                  | Tries: Keenan 2' Dardis 6', 9' Conroy 11' Daly 14' Conversiones: Dardis 9' | Reporte | Tries: 8' Morgan 12' Bagshaw Conversiones: 9' Treharne | Árbitro(s): Damon Murphy | Árbitro(s): Damon Murphy |

| Partido por el 11º puesto - 22 de julio, 15:46 | Canadá                                          | 12 - 35 | Gales | AT&T Park, San Francisco |                          |
|                                                | Tries: Kay 2' Kaay 9' Conversiones: Hirayama 2' | Reporte | Tries: 4' Allen 6' Jenkins 9' Morgan 11' Talbot-Davies 16' Roach Conversiones: 4', 7', 9', 11', 18' Treharne | Árbitro(s): Damon Murphy | Árbitro(s): Damon Murphy |

| Final Challenge Trophy - 22 de julio, 16:08 | Australia                                                       | 14 - 24 | Irlanda                                                                         | AT&T Park, San Francisco  |                           |
|                                             | Tries: Porch 6' Longbottom 11' Conversiones: Lucas 7' Porch 12' | Reporte | Tries: 4' Dardis 8' O'Brien 10' Kennedy 10' O'Shea Conversiones: 8', 10' Dardis | Árbitro(s): Jeremy Rozier | Árbitro(s): Jeremy Rozier |

### Clasificación del 5.º al 8.º puesto
|  | Semifinales         | Semifinales         |    |                     | Partido por el 5º puesto | Partido por el 5º puesto |  |
|  |                     |                     |    |                     |                          |                          |  |
|  | 22 de julio de 2018 |                     |    |                     |                          |                          |  |
|  | Escocia             | 0                   |    |                     |                          |                          |  |
|  | Estados Unidos      | 28                  |    |                     |                          |                          |  |
|  |                     |                     |    |                     |                          |                          |  |
|  |                     |                     |    |                     | 22 de julio de 2018      |                          |  |
|  |                     |                     |    |                     | Estados Unidos           | 7                        |  |
|  |                     | Argentina           | 33 |                     |                          |                          |  |
|  |                     |                     |    |                     |                          |                          |  |
|  |                     |                     |    |                     |                          |                          |  |
|  |                     |                     |    |                     | Partido por el 7º puesto |                          |  |
|  | 22 de julio de 2018 | 22 de julio de 2018 |    | 22 de julio de 2018 | 22 de julio de 2018      |                          |  |
|  | Argentina           | 26                  |    | Escocia             | 29                       |                          |  |
|  | Francia             | 15                  |    |                     | Francia                  | 24                       |  |

| Semifinales - 22 de julio, 11:56 | Escocia | 0 - 28  | Estados Unidos                                                                         | AT&T Park, San Francisco  |                           |
|                                  |         | Reporte | Tries: 6' Unufe 9' Thompson 10' Hughes 13' Isles Conversiones: 6', 9', 10', 14' Hughes | Árbitro(s): Jeremy Rozier | Árbitro(s): Jeremy Rozier |

| Semifinales - 22 de julio, 12:18 | Argentina                                                                                                   | 26 - 15 | Francia                      | AT&T Park, San Francisco     |                              |
|                                  | Tries: Osadczuk 2' Bazan Velez 6' Sabato 8' Álvarez Fourcade 12' Conversiones: Revol 3', 7' Bazan Velez 12' | Reporte | Tries: 9' Bly 14', 16' Parez | Árbitro(s): Richard Haughton | Árbitro(s): Richard Haughton |

| Partido por el 7º puesto - 22 de julio, 16:40 | Escocia                                                                                            | 29 - 24 | Francia                                                                     | AT&T Park, San Francisco |                         |
|                                               | Tries: Cuthbert 2' McFarland 5' Fergusson 10' Farndale 14', 16' Conversiones: Elms 2' Fergusson 5' | Reporte | Tries: 4', 8' Bly 9' Bouhraoua 12' Villiere Conversiones: 4' Riva 13' Parez | Árbitro(s): Craig Evans  | Árbitro(s): Craig Evans |

| Partido por el 5º puesto - 22 de julio, 17:02 | Estados Unidos                              | 7 - 33  | Argentina                                                                                             | AT&T Park, San Francisco    |                             |
|                                               | Tries: Iosefo 17' Conversiones: Tomasin 17' | Reporte | Tries: 3' Mare 8' Sabato 8' Osadczuk 14' Moroni Try penal: Conversiones: 8', 9' Revol 14' Bazan Velez | Árbitro(s): Sam Grove-White | Árbitro(s): Sam Grove-White |

### Championship Cup
|  | Octavos de final    | Octavos de final    |                |               | Cuartos de final    | Cuartos de final    |  |           | Semifinales         | Semifinales         |           |              | Final               | Final               |  |
|  | 20 de julio de 2018 | 20 de julio de 2018 |                |               | 21 de julio de 2018 | 21 de julio de 2018 |  |           | 22 de julio de 2018 | 22 de julio de 2018 |           |              | 22 de julio de 2018 | 22 de julio de 2018 |  |
|  |                     |                     |                |               |                     |                     |  |           |                     |                     |           |              |                     |                     |  |
|  |                     |                     |                |               |                     |                     |  |           |                     |                     |           |              |                     |                     |  |
|  | Sudáfrica (1)       | 45                  |                |               |                     |                     |  |           |                     |                     |           |              |                     |                     |  |
|  | Sudáfrica (1)       | 45                  |                |               |                     |                     |  |           |                     |                     |           |              |                     |                     |  |
|  | Irlanda             | 7                   |                |               |                     |                     |  |           |                     |                     |           |              |                     |                     |  |
|  | Irlanda             | 7                   |                | Sudáfrica     | 36                  |                     |  |           |                     |                     |           |              |                     |                     |  |
|  |                     |                     |                | Sudáfrica     | 36                  |                     |  |           |                     |                     |           |              |                     |                     |  |
|  |                     |                     | Escocia        | 5             |                     |                     |  |           |                     |                     |           |              |                     |                     |  |
|  | Escocia (8)         | 31                  | Escocia        | 5             |                     |                     |  |           |                     |                     |           |              |                     |                     |  |
|  | Escocia (8)         | 31                  |                |               |                     |                     |  |           |                     |                     |           |              |                     |                     |  |
|  | Kenia               | 26                  |                |               |                     |                     |  |           |                     |                     |           |              |                     |                     |  |
|  | Kenia               | 26                  |                |               |                     |                     |  | Sudáfrica | 7                   |                     |           |              |                     |                     |  |
|  |                     |                     |                |               |                     |                     |  | Sudáfrica | 7                   |                     |           |              |                     |                     |  |
|  |                     |                     | Inglaterra     | 29            |                     |                     |  |           |                     |                     |           |              |                     |                     |  |
|  | Inglaterra (4)      | 19                  | Inglaterra     | 29            |                     |                     |  |           |                     |                     |           |              |                     |                     |  |
|  | Inglaterra (4)      | 19                  |                |               |                     |                     |  |           |                     |                     |           |              |                     |                     |  |
|  | Samoa               | 15                  |                |               |                     |                     |  |           |                     |                     |           |              |                     |                     |  |
|  | Samoa               | 15                  |                | Inglaterra    | 24                  |                     |  |           |                     |                     |           |              |                     |                     |  |
|  |                     |                     |                | Inglaterra    | 24                  |                     |  |           |                     |                     |           |              |                     |                     |  |
|  |                     |                     | Estados Unidos | 19            |                     |                     |  |           |                     |                     |           |              |                     |                     |  |
|  | Estados Unidos (5)  | 35                  | Estados Unidos | 19            |                     |                     |  |           |                     |                     |           |              |                     |                     |  |
|  | Estados Unidos (5)  | 35                  |                |               |                     |                     |  |           |                     |                     |           |              |                     |                     |  |
|  | Gales               | 0                   |                |               |                     |                     |  |           |                     |                     |           |              |                     |                     |  |
|  | Gales               | 0                   |                |               |                     |                     |  |           |                     |                     |           | Inglaterra   | 12                  |                     |  |
|  |                     |                     |                |               |                     |                     |  |           |                     |                     |           | Inglaterra   | 12                  |                     |  |
|  |                     |                     | Nueva Zelanda  | 33            |                     |                     |  |           |                     |                     |           |              |                     |                     |  |
|  | Fiyi (2)            | 35                  | Nueva Zelanda  | 33            |                     |                     |  |           |                     |                     |           |              |                     |                     |  |
|  | Fiyi (2)            | 35                  |                |               |                     |                     |  |           |                     |                     |           |              |                     |                     |  |
|  | Japón               | 10                  |                |               |                     |                     |  |           |                     |                     |           |              |                     |                     |  |
|  | Japón               | 10                  |                | Fiyi          | 43                  |                     |  |           |                     |                     |           |              |                     |                     |  |
|  |                     |                     |                | Fiyi          | 43                  |                     |  |           |                     |                     |           |              |                     |                     |  |
|  |                     |                     | Argentina      | 7             |                     |                     |  |           |                     |                     |           |              |                     |                     |  |
|  | Argentina (7)       | 28                  | Argentina      | 7             |                     |                     |  |           |                     |                     |           |              |                     |                     |  |
|  | Argentina (7)       | 28                  |                |               |                     |                     |  |           |                     |                     |           |              |                     |                     |  |
|  | Canadá              | 0                   |                |               |                     |                     |  |           |                     |                     |           |              |                     |                     |  |
|  | Canadá              | 0                   |                |               |                     |                     |  | Fiyi      | 17                  |                     |           |              |                     |                     |  |
|  |                     |                     |                |               |                     |                     |  | Fiyi      | 17                  |                     |           |              |                     |                     |  |
|  |                     |                     | Nueva Zelanda  | 22            |                     |                     |  |           |                     |                     |           |              |                     |                     |  |
|  | Nueva Zelanda (3)   | 29                  | Nueva Zelanda  | 22            |                     |                     |  |           |                     |                     |           |              |                     |                     |  |
|  | Nueva Zelanda (3)   | 29                  |                |               |                     |                     |  |           |                     |                     |           |              |                     |                     |  |
|  | Rusia               | 5                   |                |               |                     |                     |  |           |                     |                     |           |              |                     |                     |  |
|  | Rusia               | 5                   |                | Nueva Zelanda | 12                  |                     |  |           |                     |                     |           | Tercer lugar | Tercer lugar        |                     |  |
|  |                     |                     |                | Nueva Zelanda | 12                  |                     |  |           |                     |                     |           | Tercer lugar | Tercer lugar        |                     |  |
|  |                     |                     | Francia        | 7             |                     |                     |  |           |                     |                     |           |              |                     |                     |  |
|  | Australia (6)       | 17                  | Francia        | 7             |                     |                     |  |           |                     |                     | Sudáfrica | 24           |                     |                     |  |
|  | Australia (6)       | 17                  |                |               |                     |                     |  |           |                     |                     | Sudáfrica | 24           |                     |                     |  |
|  | Francia             | 22                  |                |               |                     |                     |  |           |                     |                     |           |              | Fiyi                | 19                  |  |
|  | Francia             | 22                  |                |               |                     |                     |  |           |                     |                     |           |              | Fiyi                | 19                  |  |
|  |                     |                     |                |               |                     |                     |  |           |                     |                     |           |              |                     |                     |  |

| Octavos de final - 20 de julio, 19:03 | (8) Escocia                                                                    | 31 - 26 | Kenia                                                                                  | AT&T Park, San Francisco |                         |
|                                       | Tries: Elms 11' Riddell 13' Farndale 16', 19' Conversiones: Fergusson 13', 17' | Reporte | Tries: 6' Ambaka Ndayara 8', 10' Olouch 8' Injera Conversiones: 6', 8' Agero 8' Oliech | Árbitro(s): Craig Evans  | Árbitro(s): Craig Evans |

| Octavos de final - 20 de julio, 19:25 | (7) Argentina                                                                    | 28 - 0  | Canadá | AT&T Park, San Francisco  |                           |
|                                       | Tries: Mare 2', 7' Revol 9' Carreras 14' Conversiones: Revol 2', 7', 9' Mare 15' | Reporte |        | Árbitro(s): Richard Kelly | Árbitro(s): Richard Kelly |

| Octavos de final - 20 de julio, 19:47 | (6) Australia                                                         | 17 - 22 | Francia                                                                | AT&T Park, San Francisco    |                             |
|                                       | Tries: Anderson 3' O'donnell 8' Hutchison 12' Conversiones: Porch 12' | Reporte | Tries: 7', 14' Veredamu 9' Bouhraoua 9' Bly Conversiones: 10' Barraque | Árbitro(s): Sam Grove-White | Árbitro(s): Sam Grove-White |

| Octavos de final - 20 de julio, 20:09 | (4) Inglaterra                                                               | 19 - 15 | Samoa                                      | AT&T Park, San Francisco |                          |
|                                       | Tries: Burgess 4' Ellery 8' de Carpentier 14' Conversiones: Mitchell 9', 15' | Reporte | Tries: 3' Fomai 9' Tuatagaloa 17' Falaniko | Árbitro(s): Damon Murphy | Árbitro(s): Damon Murphy |

| Octavos de final - 20 de julio, 20:31 | (3) Nueva Zelanda                                                                                | 29 - 5  | Rusia               | AT&T Park, San Francisco  |                           |
|                                       | Tries: Ravouvou 2', 8' Baker 4' Knewstubb 10' Mikkelson 11' Conversiones: Baker 4' Knewstubb 10' | Reporte | Tries: 8' Lazarenko | Árbitro(s): Jeremy Rozier | Árbitro(s): Jeremy Rozier |

| Octavos de final - 20 de julio, 20:53 | (2) Fiyi | 35 - 10 | Japón                      | AT&T Park, San Francisco     |                              |
|                                       | Tries: Kunatani 7' Tuwai 8' Tuisova 12' Radradra 13' Veremalua 14' Conversiones: Ravouvou 8', 9' Nasilasila 12', 14', 15' | Reporte | Tries: 3' Soejima 10' Seru | Árbitro(s): Damian Schneider | Árbitro(s): Damian Schneider |

| Octavos de final - 20 de julio, 21:15 | (1) Sudáfrica                                                                                         | 45 - 7  | Irlanda                                     | AT&T Park, San Francisco     |                              |
|                                       | Tries: Geduld 4', 9' Soyizwapi 7', 9', 11', 13' Kok 8' Conversiones: Davids 5', 9', 9', 10' Human 13' | Reporte | Tries: 16' Kennedy Conversiones: 16' Keenan | Árbitro(s): Richard Haughton | Árbitro(s): Richard Haughton |

| Octavos de final - 20 de julio, 21:37 | (5) Estados Unidos                                                                              | 35 - 0  | Gales | AT&T Park, San Francisco     |                              |
|                                       | Tries: Iosefo 4' Baker 8', 10' Barrett 14' Isles 15' Conversiones: Hughes 5', 8', 11', 14', 16' | Reporte |       | Árbitro(s): Rasta Rashivenge | Árbitro(s): Rasta Rashivenge |

| Cuartos de final - 21 de julio, 15:32 | Escocia            | 5 - 36  | Sudáfrica                                                                                    | AT&T Park, San Francisco  |                           |
|                                       | Tries: Coombes 16' | Reporte | Tries: 2', 5' Kok 7', 8' Geduld 10' Soyizwapi 13' Nel Conversiones: 6', 8' Davids 13' Geduld | Árbitro(s): Richard Kelly | Árbitro(s): Richard Kelly |

| Cuartos de final - 21 de julio, 15:54 | Argentina                               | 7 - 43  | Fiyi | AT&T Park, San Francisco |                         |
|                                       | Tries: Sabato 8' Conversiones: Revol 9' | Reporte | Tries: 2' Nasoko 3' Dranisinukula 5' Tuisova 10', 16' Nasilasila 13' Naduva 15' Nakarawa Conversiones: 3', 6' Ravouvou 10', 16' Nasilasila | Árbitro(s): Craig Evans  | Árbitro(s): Craig Evans |

| Cuartos de final - 21 de julio, 16:16 | Francia                                  | 7 - 12  | Nueva Zelanda                                         | AT&T Park, San Francisco    |                             |
|                                       | Tries: Riva 2' Conversiones: Barraque 3' | Reporte | Tries: 10' Baker 12' Ravouvou Conversiones: 11' Baker | Árbitro(s): Sam Grove-White | Árbitro(s): Sam Grove-White |

| Cuartos de final - 21 de julio, 16:38 | Estados Unidos                                                   | 19 - 24 | Inglaterra                                                                       | AT&T Park, San Francisco     |                              |
|                                       | Tries: Hughes 1' Niua 11' Baker 13' Conversiones: Hughes 2', 13' | Reporte | Tries: 3', 8' Norton 8' Lindsay-Hague 15' Burguess Conversiones: 3', 8' Mitchell | Árbitro(s): Rasta Rashivenge | Árbitro(s): Rasta Rashivenge |

| Semifinales - 22 de julio, 12:40 | Sudáfrica                                | 7 - 29  | Inglaterra                                                                                             | AT&T Park, San Francisco |                         |
|                                  | Tries: Davids 2' Conversiones: Davids 3' | Reporte | Tries: 6' Glover 7' Mitchell 9' McConnochie 9' Lindsay-Hague 15' Norton Conversiones: 9', 16' Mitchell | Árbitro(s): Craig Evans  | Árbitro(s): Craig Evans |

| Semifinales - 22 de julio, 13:02 | Fiyi                                                                    | 17 - 22 | Nueva Zelanda                                                       | AT&T Park, San Francisco     |                              |
|                                  | Tries: Radradra 4' Nasilasila 9' Naduva 16' Conversiones: Nasilasila 5' | Reporte | Tries: 2', 12' Ravouvou 6' Collier 10' Ware Conversiones: 12' Baker | Árbitro(s): Rasta Rashivenge | Árbitro(s): Rasta Rashivenge |

| Tercer puesto - 22 de julio, 17:24 | Sudáfrica                                                                             | 24 - 19 | Fiyi                                                                                     | AT&T Park, San Francisco  |                           |
|                                    | Tries: Snyman 4' Davids 5' Geduld 8' Soyizwapi 12' Conversiones: Davids 8' Geduld 12' | Reporte | Tries: 9' Mocenagacagi 14' Radradra 17' Tuisova Conversiones: 9' Ravouvou 14' Nasilasila | Árbitro(s): Richard Kelly | Árbitro(s): Richard Kelly |

| Final - 22 de julio, 17:53 | Inglaterra                                                 | 12 - 33 | Nueva Zelanda                                                                                      | AT&T Park, San Francisco     |                              |
|                            | Tries: Ellery 7' McConnochie 12' Conversiones: Mitchell 8' | Reporte | Tries: 2', 5' Molia 10' Ravouvou 15' Rokolisoa 17' Joass Conversiones: 2', 6', 15' Baker 18' Curry | Árbitro(s): Rasta Rashivenge | Árbitro(s): Rasta Rashivenge |

| Campeón Nueva Zelanda 3.º título |

## Femenino

### Clasificación del 13.º al 16.º
|  | Semifinales         | Semifinales         |    |                     | Partido por el 13º puesto | Partido por el 13º puesto |  |
|  |                     |                     |    |                     |                           |                           |  |
|  | 21 de julio de 2018 |                     |    |                     |                           |                           |  |
|  | México              | 0                   |    |                     |                           |                           |  |
|  | Sudáfrica           | 34                  |    |                     |                           |                           |  |
|  |                     |                     |    |                     |                           |                           |  |
|  |                     |                     |    |                     | 21 de julio de 2018       |                           |  |
|  |                     |                     |    |                     | Sudáfrica                 | 0                         |  |
|  |                     | Brasil              | 22 |                     |                           |                           |  |
|  |                     |                     |    |                     |                           |                           |  |
|  |                     |                     |    |                     |                           |                           |  |
|  |                     |                     |    |                     | Partido por el 15º puesto |                           |  |
|  | 21 de julio de 2018 | 21 de julio de 2018 |    | 21 de julio de 2018 | 21 de julio de 2018       |                           |  |
|  | Papúa Nueva Guinea  | 12                  |    | México              | 0                         |                           |  |
|  | Brasil              | 15                  |    |                     | Papúa Nueva Guinea        | 32                        |  |

| Semifinales - 21 de julio, 9:30 | México | 0 - 34  | Sudáfrica                                                                | AT&T Park, San Francisco       |                                |
|                                 |        | Reporte | Tries: 1', 3', 6' Shozi 9', 12', 16' Manuel Conversiones: 1', 10' Mpupha | Árbitro(s): Beatrice Benvenuti | Árbitro(s): Beatrice Benvenuti |

| Semifinales - 21 de julio, 9:52 | Papúa Nueva Guinea                                     | 12 - 15 | Brasil                                     | AT&T Park, San Francisco    |                             |
|                                 | Tries: Garesa 4' Kwarula 14' Conversiones: Gittins 15' | Reporte | Tries: 3' L. Silva 7' M. Silva 8' Kochhann | Árbitro(s): Saurako Kawaski | Árbitro(s): Saurako Kawaski |

| Partido por el 15º puesto - 21 de julio, 17:10 | México | 0 - 32  | Papúa Nueva Guinea                                                                            | AT&T Park, San Francisco |                        |
|                                                |        | Reporte | Tries: 2' Biyama 4', 16' Schnaubelt 10' Garesa 10' Kwarula 13' Kaore Conversiones: 2' Gittins | Árbitro(s): Ben Crouse   | Árbitro(s): Ben Crouse |

| Partido por el 13º puesto - 21 de julio, 17:32 | Sudáfrica | 0 - 22  | Brasil                                                                | AT&T Park, San Francisco    |                             |
|                                                |           | Reporte | Tries: 2' Scratut 5' Kochhann 13', 15' Silva Conversiones: 3' Cerullo | Árbitro(s): Saurako Kawaski | Árbitro(s): Saurako Kawaski |

### Challenge Trophy
Definirá los puestos del 9.º al 12.º
|  | Cuartos de final    | Cuartos de final    |       |            | Semifinales         | Semifinales         |       |                           | Final Challenge Trophy    | Final Challenge Trophy |  |
|  | 20 de julio de 2018 | 20 de julio de 2018 |       |            | 21 de julio de 2018 | 21 de julio de 2018 |       |                           | 21 de julio de 2018       | 21 de julio de 2018    |  |
|  |                     |                     |       |            |                     |                     |       |                           |                           |                        |  |
|  |                     |                     |       |            |                     |                     |       |                           |                           |                        |  |
|  | Inglaterra          | 59                  |       |            |                     |                     |       |                           |                           |                        |  |
|  | Inglaterra          | 59                  |       |            |                     |                     |       |                           |                           |                        |  |
|  | México              | 0                   |       |            |                     |                     |       |                           |                           |                        |  |
|  | México              | 0                   |       | Inglaterra | 38                  |                     |       |                           |                           |                        |  |
|  |                     |                     |       | Inglaterra | 38                  |                     |       |                           |                           |                        |  |
|  |                     |                     | China | 0          |                     |                     |       |                           |                           |                        |  |
|  | China               | 29                  | China | 0          |                     |                     |       |                           |                           |                        |  |
|  | China               | 29                  |       |            |                     |                     |       |                           |                           |                        |  |
|  | Sudáfrica           | 5                   |       |            |                     |                     |       |                           |                           |                        |  |
|  | Sudáfrica           | 5                   |       |            |                     |                     |       | Inglaterra                | 31                        |                        |  |
|  |                     |                     |       |            |                     |                     |       | Inglaterra                | 31                        |                        |  |
|  |                     |                     | Japón | 5          |                     |                     |       |                           |                           |                        |  |
|  | Fiyi                | 43                  | Japón | 5          |                     |                     |       |                           |                           |                        |  |
|  | Fiyi                | 43                  |       |            |                     |                     |       |                           |                           |                        |  |
|  | Papúa Nueva Guinea  | 0                   |       |            |                     |                     |       |                           |                           |                        |  |
|  | Papúa Nueva Guinea  | 0                   |       | Fiyi       | 14                  |                     |       | Partido por el 11º puesto | Partido por el 11º puesto |                        |  |
|  |                     |                     |       | Fiyi       | 14                  |                     |       | Partido por el 11º puesto | Partido por el 11º puesto |                        |  |
|  |                     |                     | Japón | 15         |                     |                     |       |                           |                           |                        |  |
|  | Japón               | 19                  | Japón | 15         |                     |                     | China | 0                         |                           |                        |  |
|  | Japón               | 19                  |       |            |                     |                     | China | 0                         |                           |                        |  |
|  | Brasil              | 14                  |       |            |                     |                     |       |                           | Fiyi                      | 38                     |  |
|  | Brasil              | 14                  |       |            |                     |                     |       |                           | Fiyi                      | 38                     |  |
|  |                     |                     |       |            |                     |                     |       |                           |                           |                        |  |

| Cuartos de final - 20 de julio, 16:02 | Inglaterra | 59 - 0  | México | AT&T Park, San Francisco    |                             |
|                                       | Tries: Breach 1', 7', 10' Fleming 3' Scarratt 4' Aitchison 8' Fisher 8' Allan 13' Fleetwood 5' Conversiones: Aitchison 2', 3', 7', 8', 11' Hunt 13', 15' | Reporte |        | Árbitro(s): Rebecca Mahoney | Árbitro(s): Rebecca Mahoney |

| Cuartos de final - 20 de julio, 16:24 | Fiyi | 43 - 0  | Papúa Nueva Guinea | AT&T Park, San Francisco |                        |
|                                       | Tries: Daveua 1', 5' Roqica 4', 15' Savu 10' Naiobasali 12' Torooti 17' Conversiones: Riwai 1', 4', 6' Tisolo 17' | Reporte |                    | Árbitro(s): Ben Crouse   | Árbitro(s): Ben Crouse |

| Cuartos de final - 20 de julio, 16:46 | Japón                                                                | 19 - 14 | Brasil                                                   | AT&T Park, San Francisco |  |
|                                       | Tries: Otake 3' Hirano 9', 13' Conversiones: Okuroda 4' Nakamura 13' | Reporte | Tries: 8' Silva 8' Cerullo Conversiones: 8', 9' Kochhann |                          |  |

| Cuartos de final - 20 de julio, 17:08 | China                                                               | 29 - 5  | Sudáfrica        | AT&T Park, San Francisco    |                             |
|                                       | Tries: L. Yu 2', 11' Chen 7', 8' Hu 14' Conversiones: X. Yu 8', 12' | Reporte | Tries: 15' Shozi | Árbitro(s): Saurako Kawaski | Árbitro(s): Saurako Kawaski |

| Semifinales - 21 de julio, 10:14 | Inglaterra | 38 - 0  | China | AT&T Park, San Francisco    |                             |
|                                  | Tries: Brown 1' Hunt 3', 6' Scarratt 11' Wilson Hardy 15' Breach 16' Conversiones: Aitchison 7', 11', 15', 16' | Reporte |       | Árbitro(s): Rebecca Mahoney | Árbitro(s): Rebecca Mahoney |

| Semifinales - 21 de julio, 10:36 | Fiyi                                                        | 14 - 15 | Japón                                          | AT&T Park, San Francisco |                        |
|                                  | Tries: Daveua 5' Savu 12' Conversiones: Riwai 6' Tisolo 12' | Reporte | Tries: 10' Tsutsumi 16' Taniguchi 17' Nakamura | Árbitro(s): Ben Crouse   | Árbitro(s): Ben Crouse |

| Partido por el 11º puesto - 21 de julio, 17:54 | China | 0 - 38  | Fiyi | AT&T Park, San Francisco       |                                |
|                                                |       | Reporte | Tries: 8', 9' Daveua 8' Savu 9' Naiobasali 12' Ravisa 14' Torooti Conversiones: 8', 8', 10' Riwai 12' Tisolo | Árbitro(s): Beatrice Benvenuti | Árbitro(s): Beatrice Benvenuti |

| Final Challenge Trophy - 21 de julio, 18:16 | Inglaterra                                                                                            | 31 - 5  | Japón | AT&T Park, San Francisco |                        |
|                                             | Tries: Aitchison 2' Brown 5' Fleming 9' Hunt 12' McKenna 15' Conversiones: 5', 12' Aitchison 16' Hunt | Reporte |       | Árbitro(s): Adam Jones   | Árbitro(s): Adam Jones |

### Clasificación del 5.º al 8.º puesto
|  | Semifinales         | Semifinales         |    |                     | Partido por el 5º puesto | Partido por el 5º puesto |  |
|  |                     |                     |    |                     |                          |                          |  |
|  | 21 de julio de 2018 |                     |    |                     |                          |                          |  |
|  | Irlanda             | 20                  |    |                     |                          |                          |  |
|  | Rusia               | 15                  |    |                     |                          |                          |  |
|  |                     |                     |    |                     |                          |                          |  |
|  |                     |                     |    |                     | 21 de julio de 2018      |                          |  |
|  |                     |                     |    |                     | Irlanda                  | 7                        |  |
|  |                     | España              | 12 |                     |                          |                          |  |
|  |                     |                     |    |                     |                          |                          |  |
|  |                     |                     |    |                     |                          |                          |  |
|  |                     |                     |    |                     | Partido por el 7º puesto |                          |  |
|  | 21 de julio de 2018 | 21 de julio de 2018 |    | 21 de julio de 2018 | 21 de julio de 2018      |                          |  |
|  | España              | 26                  |    | Rusia               | 10                       |                          |  |
|  | Canadá              | 14                  |    |                     | Canadá                   | 22                       |  |

| Semifinales - 21 de julio, 10:58 | Irlanda                                          | 20 - 15 | Rusia                                        | AT&T Park, San Francisco    |                             |
|                                  | Tries: Flood 6' Higgins 8' Mulhall 9' Galvin 10' | Reporte | Tries: 4' Bystrova 12' Shestakova 13' Kukina | Árbitro(s): Hollie Davidson | Árbitro(s): Hollie Davidson |

| Semifinales - 21 de julio, 11:20 | España                                                                                      | 26 - 14 | Canadá                                                    | AT&T Park, San Francisco |                        |
|                                  | Tries: Pla 2' Bueso Gonez 4' Garcia 6' Martinez Garcia 10' Conversiones: Garcia 3', 5', 11' | Reporte | Tries: 9' Farella 12' Landry Conversiones: 9', 12' Landry | Árbitro(s): Adam Jones   | Árbitro(s): Adam Jones |

| Partido por el 7º puesto - 21 de julio, 18:38 | Rusia                    | 10 - 22 | Canadá                                                                            | AT&T Park, San Francisco    |                             |
|                                               | Tries: Noritsina 2', 16' | Reporte | Tries: 7' Crossley 9' Landry 11' Watcham-Roy 12' Farella Conversiones: 13' Landry | Árbitro(s): Hollie Davidson | Árbitro(s): Hollie Davidson |

| Partido por el 5º puesto - 21 de julio, 19:00 | Irlanda                                    | 7 - 12  | España                                                   | AT&T Park, San Francisco    |                             |
|                                               | Tries: Higgins 8' Conversiones: Mulhall 8' | Reporte | Tries: 5' Erbina 17' Bueso Gonez Conversiones: 5' Garcia | Árbitro(s): Rebecca Mahoney | Árbitro(s): Rebecca Mahoney |

### Championship Cup
|  | Octavos de final        | Octavos de final    |                |               | Cuartos de final    | Cuartos de final    |  |               | Semifinales         | Semifinales         |                |               | Final               | Final               |  |
|  | 20 de julio de 2018     | 20 de julio de 2018 |                |               | 20 de julio de 2018 | 20 de julio de 2018 |  |               | 21 de julio de 2018 | 21 de julio de 2018 |                |               | 21 de julio de 2018 | 21 de julio de 2018 |  |
|  |                         |                     |                |               |                     |                     |  |               |                     |                     |                |               |                     |                     |  |
|  |                         |                     |                |               |                     |                     |  |               |                     |                     |                |               |                     |                     |  |
|  | Nueva Zelanda (1)       | 57                  |                |               |                     |                     |  |               |                     |                     |                |               |                     |                     |  |
|  | Nueva Zelanda (1)       | 57                  |                |               |                     |                     |  |               |                     |                     |                |               |                     |                     |  |
|  | México (16)             | 0                   |                |               |                     |                     |  |               |                     |                     |                |               |                     |                     |  |
|  | México (16)             | 0                   |                | Nueva Zelanda | 45                  |                     |  |               |                     |                     |                |               |                     |                     |  |
|  |                         |                     |                | Nueva Zelanda | 45                  |                     |  |               |                     |                     |                |               |                     |                     |  |
|  |                         |                     | Irlanda        | 0             |                     |                     |  |               |                     |                     |                |               |                     |                     |  |
|  | Inglaterra (8)          | 14                  | Irlanda        | 0             |                     |                     |  |               |                     |                     |                |               |                     |                     |  |
|  | Inglaterra (8)          | 14                  |                |               |                     |                     |  |               |                     |                     |                |               |                     |                     |  |
|  | Irlanda (9)             | 19                  |                |               |                     |                     |  |               |                     |                     |                |               |                     |                     |  |
|  | Irlanda (9)             | 19                  |                |               |                     |                     |  | Nueva Zelanda | 26                  |                     |                |               |                     |                     |  |
|  |                         |                     |                |               |                     |                     |  | Nueva Zelanda | 26                  |                     |                |               |                     |                     |  |
|  |                         |                     | Estados Unidos | 21            |                     |                     |  |               |                     |                     |                |               |                     |                     |  |
|  | Rusia (4)               | 24                  | Estados Unidos | 21            |                     |                     |  |               |                     |                     |                |               |                     |                     |  |
|  | Rusia (4)               | 24                  |                |               |                     |                     |  |               |                     |                     |                |               |                     |                     |  |
|  | Sudáfrica (13)          | 14                  |                |               |                     |                     |  |               |                     |                     |                |               |                     |                     |  |
|  | Sudáfrica (13)          | 14                  |                | Rusia         | 17                  |                     |  |               |                     |                     |                |               |                     |                     |  |
|  |                         |                     |                | Rusia         | 17                  |                     |  |               |                     |                     |                |               |                     |                     |  |
|  |                         |                     | Estados Unidos | 33            |                     |                     |  |               |                     |                     |                |               |                     |                     |  |
|  | Estados Unidos (5)      | 38                  | Estados Unidos | 33            |                     |                     |  |               |                     |                     |                |               |                     |                     |  |
|  | Estados Unidos (5)      | 38                  |                |               |                     |                     |  |               |                     |                     |                |               |                     |                     |  |
|  | China (12)              | 7                   |                |               |                     |                     |  |               |                     |                     |                |               |                     |                     |  |
|  | China (12)              | 7                   |                |               |                     |                     |  |               |                     |                     |                | Nueva Zelanda | 29                  |                     |  |
|  |                         |                     |                |               |                     |                     |  |               |                     |                     |                | Nueva Zelanda | 29                  |                     |  |
|  |                         |                     | Francia        | 0             |                     |                     |  |               |                     |                     |                |               |                     |                     |  |
|  | Australia (2)           | 34                  | Francia        | 0             |                     |                     |  |               |                     |                     |                |               |                     |                     |  |
|  | Australia (2)           | 34                  |                |               |                     |                     |  |               |                     |                     |                |               |                     |                     |  |
|  | Papúa Nueva Guinea (15) | 5                   |                |               |                     |                     |  |               |                     |                     |                |               |                     |                     |  |
|  | Papúa Nueva Guinea (15) | 5                   |                | Australia     | 34                  |                     |  |               |                     |                     |                |               |                     |                     |  |
|  |                         |                     |                | Australia     | 34                  |                     |  |               |                     |                     |                |               |                     |                     |  |
|  |                         |                     | España         | 0             |                     |                     |  |               |                     |                     |                |               |                     |                     |  |
|  | Fiyi (7)                | 12                  | España         | 0             |                     |                     |  |               |                     |                     |                |               |                     |                     |  |
|  | Fiyi (7)                | 12                  |                |               |                     |                     |  |               |                     |                     |                |               |                     |                     |  |
|  | España (10)             | 19                  |                |               |                     |                     |  |               |                     |                     |                |               |                     |                     |  |
|  | España (10)             | 19                  |                |               |                     |                     |  | Australia     | 12                  |                     |                |               |                     |                     |  |
|  |                         |                     |                |               |                     |                     |  | Australia     | 12                  |                     |                |               |                     |                     |  |
|  |                         |                     | Francia        | 19            |                     |                     |  |               |                     |                     |                |               |                     |                     |  |
|  | Canadá (3)              | 43                  | Francia        | 19            |                     |                     |  |               |                     |                     |                |               |                     |                     |  |
|  | Canadá (3)              | 43                  |                |               |                     |                     |  |               |                     |                     |                |               |                     |                     |  |
|  | Brasil (14)             | 19                  |                |               |                     |                     |  |               |                     |                     |                |               |                     |                     |  |
|  | Brasil (14)             | 19                  |                | Canadá        | 19                  |                     |  |               |                     |                     |                | Tercer lugar  | Tercer lugar        |                     |  |
|  |                         |                     |                | Canadá        | 19                  |                     |  |               |                     |                     |                | Tercer lugar  | Tercer lugar        |                     |  |
|  |                         |                     | Francia        | 24            |                     |                     |  |               |                     |                     |                |               |                     |                     |  |
|  | Francia (6)             | 33                  | Francia        | 24            |                     |                     |  |               |                     |                     | Estados Unidos | 14            |                     |                     |  |
|  | Francia (6)             | 33                  |                |               |                     |                     |  |               |                     |                     | Estados Unidos | 14            |                     |                     |  |
|  | Japón (11)              | 7                   |                |               |                     |                     |  |               |                     |                     |                |               | Australia           | 24                  |  |
|  | Japón (11)              | 7                   |                |               |                     |                     |  |               |                     |                     |                |               | Australia           | 24                  |  |
|  |                         |                     |                |               |                     |                     |  |               |                     |                     |                |               |                     |                     |  |

| Octavos de final - 20 de julio, 10:00 | (7) Fiyi                                        | 12 - 19 | España (10)                                                           | AT&T Park, San Francisco |                         |
|                                       | Tries: Cumu 4' Ravisa 9' Conversiones: Riwai 4' | Reporte | Tries: 2' Pla 6' Bravo 8' Martinez Garcia Conversiones: 2', 8' Garcia | Árbitro(s): Joy Neville  | Árbitro(s): Joy Neville |

| Octavos de final - 20 de julio, 10:22 | (6) Francia                                                                                             | 33 - 7  | Japón (11)                                | AT&T Park, San Francisco |                        |
|                                       | Tries: Izar 2' Amedee 5' Guerin 7' Ciofani 12' Bertrand 14' Conversiones: Amedee 2', 7', 12' Drouin 15' | Reporte | Tries: 9' Otake Conversiones: 10' Okuroda | Árbitro(s): Ben Crouse   | Árbitro(s): Ben Crouse |

| Octavos de final - 20 de julio, 10:44 | (4) Rusia                                                                                 | 24 - 14 | Sudáfrica (13)                                               | AT&T Park, San Francisco    |                             |
|                                       | Tries: Mikhaltsova 3' Shestakova 6' Lushina 8' Perestiak 16' Conversiones: Lushina 6', 8' | Reporte | Tries: 10' Jordaan 12' Latsha Conversiones: 10', 13' Jordaan | Árbitro(s): Rebecca Mahoney | Árbitro(s): Rebecca Mahoney |

| Octavos de final - 20 de julio, 11:06 | (3) Canadá | 43 - 19 | Brasil (14)                                                 | AT&T Park, San Francisco |                        |
|                                       | Tries: Benn 1' Moleschi 3' Greenshields 7' Kaljuvee 10' Farella 10' Buisa 14' Watcham-Roy 16' Conversiones: Landry 1', 4', 10' Nicholas 15' | Reporte | Tries: 5', 9' Silva 13' Araujo Conversiones: 6', 9' Cerullo | Árbitro(s): Adam Jones   | Árbitro(s): Adam Jones |

| Octavos de final - 20 de julio, 11:28 | (2) Australia                                                                                   | 34 - 5  | Papúa Nueva Guinea (15) | AT&T Park, San Francisco    |                             |
|                                       | Tries: Pelite 2' Cherry 4' Tonegato 5' Caslick 10', 12' Green 14' Conversiones: Cherry 10', 13' | Reporte | Tries: 8' Garesa        | Árbitro(s): Saurako Kawaski | Árbitro(s): Saurako Kawaski |

| Octavos de final - 20 de julio, 11:50 | (1) Nueva Zelanda | 57 - 0  | México (16) | AT&T Park, San Francisco       |                                |
|                                       | Tries: Woodman 2', 8' Blyde 5', 8' Goss 6', 13', 14' Brazier 10' Waaka 12' Conversiones: Nathan-Wong 7', 8', 9', 10', 12', 13' | Reporte |             | Árbitro(s): Beatrice Benvenuti | Árbitro(s): Beatrice Benvenuti |

| Octavos de final - 20 de julio, 12:12 | (8) Inglaterra                                                  | 14 - 19 | Irlanda (9)                                                         | AT&T Park, San Francisco    |                             |
|                                       | Tries: Scarratt 6' Matthews 14' Conversiones: Aitchison 7', 14' | Reporte | Tries: 3' Baxter 9', 11' Murphy Crowe Conversiones: 9', 12' Mulhall | Árbitro(s): Hollie Davidson | Árbitro(s): Hollie Davidson |

| Octavos de final - 20 de julio, 12:34 | (5) Estados Unidos                                                                                     | 38 - 7  | China (12)                         | AT&T Park, San Francisco |                      |
|                                       | Tries: Tapper 1' Thomas 5' Doyle 6' Zackary 9' Emba 11', 14' Conversiones: Heavirland 1', 6', 11', 15' | Reporte | Tries: 3' Chen Conversiones: 4' Yu | Árbitro(s): Sara Cox     | Árbitro(s): Sara Cox |

| Cuartos de final - 20 de julio, 17:30 | Irlanda | 0 - 45  | Nueva Zelanda                                                                                               | AT&T Park, San Francisco    |                             |
|                                       |         | Reporte | Tries: 1', 8' Woodman 3', 9', 11' Blyde 5' Williams 13' Waaka Conversiones: 2', 3', 8', 9', 11' Nathan-Wong | Árbitro(s): Alhambra Nievas | Árbitro(s): Alhambra Nievas |

| Cuartos de final - 20 de julio, 17:52 | España | 0 - 34  | Australia                                                                                | AT&T Park, San Francisco    |                             |
|                                       |        | Reporte | Tries: 2', 13', 15' Pelite 3', 9' Tonegato 7' Green Conversiones: 7' Williams 14' Cherry | Árbitro(s): Hollie Davidson | Árbitro(s): Hollie Davidson |

| Cuartos de final - 20 de julio, 18:14 | Francia                                                                     | 24 - 19 | Canadá                                                                | AT&T Park, San Francisco |                      |
|                                       | Tries: Mayans 3' Guerin 6', 11' Drouin 15' Conversiones: Amedee 3' Izar 11' | Reporte | Tries: 9' Landry 9' Williams 13' Farella Conversiones: 9', 10' Landry | Árbitro(s): Sara Cox     | Árbitro(s): Sara Cox |

| Cuartos de final - 20 de julio, 18:36 | Estados Unidos                                                                                | 33 - 17 | Rusia                                                                       | AT&T Park, San Francisco |                         |
|                                       | Tries: Tapper 2', 5' Gustaitis 7' Maher 17' Emba 18' Conversiones: Heavirland 2', 5', 7', 17' | Reporte | Tries: 3' Khamidova 14' Mikhaltsova 16' Noritsina Conversiones: 14' Lushina | Árbitro(s): Joy Neville  | Árbitro(s): Joy Neville |

| Semifinales - 21 de julio, 11:42 | Australia                                         | 12 - 19 | Francia                                                                   | AT&T Park, San Francisco |                         |
|                                  | Tries: Pelite 3' Green 8' Conversiones: Cherry 3' | Reporte | Tries: 9' Pelle 16' Horta 19' Ciofani Conversiones: 16' Amedee 19' Drouin | Árbitro(s): Joy Neville  | Árbitro(s): Joy Neville |

| Semifinales - 21 de julio, 12:04 | Nueva Zelanda                                                                         | 26 - 21 | Estados Unidos                                                      | AT&T Park, San Francisco |                      |
|                                  | Tries: Blyde 2' Tui 7' Broughton 9' Woodman 13' Conversiones: Nathan-Wong 2', 9', 14' | Reporte | Tries: 4', 6' Tapper 15' Doyle Conversiones: 5', 6', 16' Heavirland | Árbitro(s): Sara Cox     | Árbitro(s): Sara Cox |

| Tercer puesto - 21 de julio, 19:22 | Estados Unidos                                         | 14 - 24 | Australia                                                               | AT&T Park, San Francisco    |                             |
|                                    | Tries: Tapper 9', 12' Conversiones: Heavirland 9', 12' | Reporte | Tries: 6' Pelite 8' Staples 10', 13' Green Conversiones: 6', 13' Cherry | Árbitro(s): Alhambra Nievas | Árbitro(s): Alhambra Nievas |

| Final - 21 de julio, 19:47 | Nueva Zelanda                                                                          | 29 - 0  | Francia | AT&T Park, San Francisco |                      |
|                            | Tries: Blyde 2', 14', 16' Woodman 6' Nathan-Wong 8' Conversiones: Nathan-Wong 14', 16' | Reporte |         | Árbitro(s): Sara Cox     | Árbitro(s): Sara Cox |

| Campeón Nueva Zelanda 2.º título |